# Marcus Ceionius Silvanus
Marcus Ceionius Silvanus war ein römischer Politiker und Senator des 2. Jahrhunderts n. Chr.
Silvanus stammte aus Italien und war Sohn eines Ceionius Silvanus und Enkel des Lucius Ceionius Commodus. Ein weiterer Enkel des Ceionius Commodus war der Kaiser Lucius Verus. Somit gehörte Silvanus dem Kaiserhaus an. Seine Laufbahn ist bis auf sein ordentliches Konsulat, das er im Jahr 156 bekleidete, unbekannt.